# Việt Nam Cách mệnh Đồng minh Hội
Việt Nam Cách mệnh Đồng minh Hội - gọi tắt là Việt Cách là một tổ chức chính trị Việt Nam.

## Thành lập
Việt Cách là tổ chức thân Trung Hoa Dân Quốc bao gồm nhiều tổ chức chính trị hoạt động bí mật tại Việt Nam và có cơ sở tại Trung Quốc. Sau khi Việt Nam giành độc lập, Việt Cách theo quân đội Tưởng Giới Thạch vào Việt Nam.
Trước khi tổ chức này thành lập, các nhóm cách mạng ở Trung Quốc từ năm 1940 đã có ý định hợp nhất trong một tổ chức rộng rãi. Theo cuốn Understanding Vietnam của Neil L. Jamieson, từ năm 1940, những người cộng sản, Việt Quốc và một số nhóm khác đã cùng gây dựng cơ sở tại Tĩnh Tây, Quảng Tây. Sau đó Khái Hưng và Hoàng Đạo đáp đi Trung Quốc, người của Đại Việt Dân chính Đảng (Đại Việt). Khi đó Việt Quốc di chuyển tới Côn Minh, và cùng với tổ chức cộng sản ở đây xuất bản báo chống Nhật. Khi Nhật tiến quân vào Đông Đương, các nhóm cách mạng ở Trung Quốc và Việt Nam Quốc dân Đảng thành lập Việt Nam giải phóng hội đầu năm 1942, gồm Việt Nam Quốc dân Đảng, Việt Minh, Đại Việt và các đảng nhỏ khác. Nguyễn Hải Thần lãnh đạo, bao gồm cả các đảng viên cộng sản như Phạm Văn Đồng, Võ Nguyên Giáp, Hoàng Văn Hoan. Tháng Giêng năm 1942 hội rời tới Liễu Châu. Có các nhóm tham gia: Việt Nam Phục quốc Đồng minh Hội (lãnh đạo bởi Hoàng Lương), Việt Minh, Việt Nam Quốc dân Đảng và Đại Việt Quốc dân đảng.
Đại hội thành lập Việt Nam Cách mệnh Đồng minh Hội được triệu tập tại Liễu Châu, Trung Quốc, gồm các đại biểu của nhiều đảng phái như Việt Nam Quốc dân Đảng, Việt Nam Phục quốc Đồng minh Hội... nhằm tập hợp lực lượng thành một tổ chức thống nhất. Đại hội khai mạc ngày 1 tháng 10 năm 1942 và ngày này được coi là ngày thành lập Việt Nam Cách mệnh Đồng minh Hội. Hội thành lập dưới bảo trợ của tướng Trung Hoa Quốc dân Đảng Trương Phát Khuê. Đại biểu Việt Minh và đảng cộng sản bị loại trừ.
Đại hội bầu ra Ban Chấp hành Trung ương gồm bảy người là: 
1. Trương Bội Công,
2. Nguyễn Hải Thần,
3. Vũ Hồng Khanh,
4. Nghiêm Kế Tổ,
5. Trần Báo,
6. Nông Kinh Du,
7. Trương Trung Phụng.

Các ủy viên thường vụ là Trương Bội Công, Nguyễn Hải Thần, Vũ Hồng Khanh, nhưng có thế lực nhất vì được chính phủ Trùng Khánh hậu thuẫn là Vũ Hồng Khanh và Nghiêm Kế Tổ.
Cờ của Hội là nền đỏ, góc tư trên màu lam với ba vạch trắng.
Tuy nhiên vào năm 1943, Trương Phát Khuê đã giao cho Hồ Chí Minh lãnh đạo Việt Cách. Theo cuốn The Lost Revolution của Robert Shaplen: "Và chính từ thời điểm Nguyễn Ái Quốc đổi tên là Hồ Chí Minh, trước hết là để giấu lai lịch đối với Dai Li (Đới Lạp), trùm mật vụ của Tưởng. Với tên Hồ Chí Minh, ông trở thành người cầm đầu một tổ chức tập hợp rộng rãi các nhóm cách mạng người Việt gọi là Đồng minh Hội, được Trung Hoa Quốc dân Đảng ủng hộ, còn Việt Minh do cộng sản tổ chức lúc đầu cũng chỉ là một bộ phận của tổ chức này".
Tháng Ba năm 1944 Nguyễn Hải Thần chủ trì Hội nghị các nhóm cách mạng hải ngoại của đồng minh hội, thành lập ủy ban hành chính, trong đó có ba đại biểu đảng cộng sản là Lê Tùng Sơn, Phạm Văn Đồng, và Hồ Chí Minh. Nhưng giữa năm 1944 Hồ Chí Minh trở lại Việt Nam, Vũ Hồng Khanh va chạm với Nguyễn Hải Thần, Nguyễn Tường Tam. Do đó liên minh này giải tán, Nguyễn Hải Thần vẫn lãnh đạo Việt Cách.

### Phản ứng của Đảng Cộng sản Đông Dương
Đánh giá sự kiện trên, Nghị quyết Ban Thường vụ Trung ương Đảng Cộng sản Đông Dương (họp từ ngày 25 đến 28 tháng 12 năm 1943) viết: "Đó là một bước tiến của việc vận động cách mạng Việt Nam ở nước ngoài. Tuy quan niệm của đoàn thể này lộn xộn, nhưng họ cũng chủ trương chống Nhật - Pháp, làm cho Việt Nam hoàn toàn độc lập. Trong cuộc cách mạng dân tộc giải phóng này, việc đoàn kết các lực lượng cách mạng to nhỏ và trong ngoài là một việc rất cần thiết. Vậy Đảng ta phải hết sức vận động cho Việt Nam Cách mệnh Đồng minh Hội và Việt Nam Độc lập Đồng minh Hội hợp lại làm một, đặng mau tập trung lực lượng cách mạng Việt Nam đánh đuổi phát xít Nhật - Pháp."

### Can thiệp của Trung Hoa Quốc dân Đảng
Với chủ trương Việt Cách sẽ trở thành một đồng minh trong việc chống lại quân Nhật tại Đông Dương, tướng Trương Phát Khuê (Trung Hoa Dân quốc) phái tướng Tiêu Văn triệu tập một cuộc đại hội để chỉnh đốn Việt Cách bằng cách đưa một số người mới vào ban lãnh đạo. Tiêu Văn đã trao đổi với Hồ Chí Minh, lúc này mới được chính quyền Tưởng Giới Thạch trả tự do thì Hồ Chí Minh nói rằng hiện nay các thành viên của hội Việt Cách đều là người ở hải ngoại, chưa có đại biểu trong nước; như vậy, gọi là họp đại hội không ổn, có lẽ chỉ nên gọi là hội nghị đại biểu các đoàn thể của Việt Cách ở hải ngoại, thì thích hợp hơn.
Hội nghị đại biểu họp tại Liễu Châu từ ngày 25 đến ngày 28 tháng 3 năm 1944, gồm 15 đại biểu các đoàn thể chưa phải là thành viên Việt Cách, trong đó có đại biểu Hội giải phóng ở Vân Nam là Lê Tùng Sơn vốn đã theo Việt Minh, đại biểu Biệt động quân ở Nam Ninh là Nguyễn Thanh Đồng cũng là Việt Minh, đại biểu Đảng Đại Việt là Nguyễn Tường Tam và đại biểu Phân hội phản xâm lược đồng minh Việt Nam là Hồ Chí Minh. Tại hội nghị này, ba người cũ trong Ban Chấp hành trung ương bị thay ra và ở trong Ban giám sát là Nguyễn Hải Thần, Vũ Hồng Khanh, Nông Kinh Du, còn ba người mới được thay vào là Lê Tùng Sơn, Bồ Xuân Luật và Trần Đình Xuyên. Hồ Chí Minh và Nguyễn Tường Tam được bầu làm Ủy viên Trung ương dự khuyết. Sau một thời gian Trần Đình Xuyên bị gạt ra, Hồ Chí Minh được trở thành Ủy viên Trung ương chính thức. Cuối năm 1944 Hồ Chí Minh rời bỏ Việt Cách về Việt Nam.

## Giai đoạn 1945 - 1946

### Hoạt động tại Việt Nam
Trong suốt thời gian chiến tranh thế giới thứ II, nhờ có Việt Nam Cách mệnh Đồng minh Hội (Việt Cách) mà các đảng phái chống thực dân Pháp lưu vong tại miền Nam Trung Quốc nhận được sự công nhận và hỗ trợ của tướng Trương Phát Khuê, tư lệnh quân khu IV (Quảng Đông - Quảng Tây). Tuy nhiên, từ tháng 5/1945, Hồ Chí Minh lãnh đạo Việt Minh hoạt động tại các tỉnh biên giới Việt Nam - Trung Quốc mà không lấy danh nghĩa Việt Cách khiến tướng Tiêu Văn (cấp dưới của Trương Phát Khuê phụ trách vấn đề Đông Dương) khó chịu. Tiêu Văn ủng hộ lãnh đạo Việt Cách là Nguyễn Hải Thần (người được kính trọng vì từng là đồng chí của Phan Bội Châu) tập hợp hàng trăm người Việt lưu vong để cùng quân đội Trung Hoa Dân quốc vượt biên giới tấn công quân Nhật. Tuy nhiên, khi Nhật bất ngờ đầu hàng Đồng Minh, Tưởng Giới Thạch giao cho Lư Hán nhiệm vụ giải giáp quân Nhật. Lư Hán không có quan hệ với Việt Cách cũng như các đảng phái lưu vong khác của người Việt nhưng chấp nhận cho Tiêu Văn tham gia quân đội của ông.
Ngày 30 tháng 3 năm 1945, tướng Tiêu Văn tới Côn Minh tổ chức các Ủy ban hành động (sau gọi là Lữ đoàn hành động) gồm tàn quân Phục quốc do các thành viên Việt Cách chỉ huy. Trong hồi ký Những năm tháng không thể nào quên, đại tướng Võ Nguyên Giáp nhận định mục đích của Việt Quốc, Việt Cách để mở đường, tạo dựng cơ sở cho Quân đội Trung Hoa Dân quốc vào Việt Nam, gây xung đột vũ trang với Quân giải phóng và cướp chính quyền các địa phương... Ngày 11 tháng 5, các Lữ đoàn hành động theo 4 hướng vượt biên giới. Tuy nhiên trong 4 cánh quân này khi xung đột vũ trang với Việt Minh thì 3 cánh quân (do Lê Tùng Sơn, Bồ Xuân Luật và Trương Trung Phụng chỉ huy) đã hạ vũ khí, tự giải giáp hoặc gia nhập lực lượng quân đội quốc gia của Việt Minh, chỉ có một cánh quân do Vũ Kim Thành chạy về vùng Hải Ninh rồi bị tiêu diệt. Bồ Xuân Luật sau đó làm Bộ trưởng trong Chính phủ liên hiệp.
Ngày 1/9/1945, tại Móng Cái, Việt Cách thành lập Chính phủ Quốc gia lâm thời Việt Nam do Nguyễn Hải Thần đứng đầu. Sau đó Việt Cách thông báo với Chính phủ Cách mạng lâm thời Việt Nam Dân chủ Cộng hòa rằng Trung Hoa Dân quốc và phe Đồng Minh đã công nhận hiệu kỳ của Việt Cách là lá cờ của tất cả các đảng cách mạng Việt Nam. Trên đường tiến vào Hà Nội và Hải Phòng, Việt Cách để cán bộ lại tại các tỉnh họ đi qua khiến Nguyễn Hải Thần khi về đến Hà Nội chỉ có một nhóm cận vệ bên cạnh. Nguyễn Hải Thần về Hà Nội lập trụ sở ở đường Quan Thánh phố Cửa Bắc, tìm cách vận động dân chúng nội thành ủng hộ. Việt Cách bắc loa tố cáo Việt Minh là cộng sản; sự việc dẫn đến xô xát giữa những đám người ủng hộ và chống đối.
Ngày 18 tháng 9 năm 1945, Việt Minh họp bí mật với Việt Cách (ngày 18/9/1945). Trong cuộc họp này, Nguyễn Hải Thần đại diện Việt Cách đề nghị Hồ Chí Minh đồng ý hợp nhất Việt Minh với Việt Cách và Việt Quốc. Qua đó, Chính phủ Việt Nam Dân chủ Cộng hòa do Việt Minh lãnh đạo sẽ nhận được sự ủng hộ về tài chính và chính trị của Trung Hoa Dân quốc. Võ Nguyên Giáp dứt khoát không đồng ý. Theo ông, những đề nghị đó không có giá trị và không thật thà, nó chẳng khác gì thay thế chủ nghĩa thực dân Pháp bằng ách thống trị của Trung Quốc, nhân dân sẽ "chẳng bao giờ chịu bán rẻ sự nghiệp chính nghĩa của họ để đổi lấy đô la Trung Quốc".

### Ký "Đoàn kết tinh thần" và thành lập Chính phủ liên hiệp
Ngày 20/8/1945, Việt Cách cùng quân đội Trung Hoa Dân quốc tiến vào Việt Nam. Ngày 30/9/1945, Nguyễn Hải Thần dẫn đầu một phái đoàn tới gặp Tiêu Văn để thảo luận về việc loại bỏ Chính phủ Cách mạng lâm thời Việt Nam Dân chủ Cộng hòa và đàn áp Đảng Cộng sản Đông Dương. Tiêu Văn tỏ ra không ủng hộ ý định của Nguyễn Hải Thần. Cuối tháng 10/1945, bảy đảng viên Việt Cách dưới quyền Nguyễn Hải Thần ký bản "Đoàn kết tinh thần" với Việt Minh theo đó Việt Cách sẽ liên kết với Việt Minh chống lại sự xâm lược của Pháp, bảo vệ nền độc lập của Việt Nam Dân chủ Cộng hòa. Tuy nhiên sau đó nhiều người chối bỏ họ đã ký bản "Đoàn kết tinh thần". Nguyễn Hải Thần công khai bác bỏ vai trò lãnh đạo của Đảng Cộng sản Đông Dương tại Việt Nam. Hàng loạt vụ đụng độ giữa Việt Minh và Việt Cách xảy ra khiến công chúng bị sốc và làm các chỉ huy quân đội Trung Hoa Dân quốc tại miền Bắc Việt Nam khó chịu. Tiêu Văn gây sức ép lên tất cả các bên để buộc họ thành lập chính phủ liên hiệp.
Chương trình của Mặt trận Quốc gia Liên hiệp gồm Việt Minh và Việt Cách gồm những nguyên tắc chung:
- Thống nhất quốc gia
- Cương quyết kháng chiến
- Giành quyền độc lập hoàn toàn
- Tăng gia sinh sản
- Gây dựng nền kinh tế quốc dân

Chương trình để thực hiện: Quy định Hiến pháp để củng cố nền dân chủ cộng hòa; thành lập một Chính phủ quốc gia liên hiệp do Quốc hội cử ra; thống nhất chính quyền từ trên xuống dưới; thực hiện một chế độ hành chính cần kiệm, liêm khiết; nâng cao các dân tộc thiểu số theo tinh thần bình đẳng; thân thiện với các nước Đồng minh nhất là Trung Quốc; mật thiết liên lạc với Miên và Lào; đối với Pháp, tranh đấu cho đến hoàn toàn độc lập,.v.v
Chương trình này đưa ra khi thành lập Mặt trận để phục vụ cho công tác bầu cử. Các đoàn dân quân ở Chợ Lớn, Tân An, Mỹ Tho lúc đó đang chiến đấu rất hoan nghênh đường lối này, gửi điện tín ra phê phán Việt Quốc. Tuy nhiên sau đó vì nhiều lý do Việt Cách đã không tham gia cuộc bầu cử dự kiến ngày 18 tháng 12 năm 1945 sau lùi lại ngày 6 tháng 1 năm 1946.
Ngày 23/12/1945, Tướng Tiêu Văn tổ chức một cuộc họp hòa giải các bên để thành lập chính phủ liên hiệp. Tại cuộc họp này, Nguyễn Hải Thần đề nghị Hồ Chí Minh hợp tác với Việt Quốc, Việt Cách thành lập một chính phủ bao gồm thành viên của Việt Quốc, Việt Cách, Việt Minh và các đảng phái nhỏ khác. Nguyễn Hải Thần sẽ đảm nhận chức Chủ tịch nước, Hồ Chí Minh làm Phó Chủ tịch. Việt Quốc, Việt Cách, Việt Minh, mỗi đảng nắm giữ 1/4 số ghế Bộ trưởng trong Chính phủ; 1/4 còn lại do các đảng phái nhỏ nắm. Như vậy Việt Minh và chính phủ Việt Nam Dân chủ Cộng hòa sẽ nhận được sự ủng hộ của Trung Hoa Dân quốc chống lại cố gắng của Pháp tái chiếm Việt Nam. Điều làm Quốc dân Đảng Trung Hoa lo sợ nhất là Hồ Chí Minh từng là nhân viên của Quốc tế Cộng sản và Việt Minh có khuynh hướng cộng sản. Trước đó, Pháp cũng đã họp với Nguyễn Hải Thần và cho biết Pháp sẽ thực hiện Bản Tuyên bố ngày 24 tháng 3 năm 1945 và công nhận một chính phủ của người Việt Nam nằm trong Liên bang Đông Dương thuộc Liên hiệp Pháp với điều kiện chính phủ đó không do người cộng sản lãnh đạo. Cuối cùng các bên đạt được một thỏa thuận được tuyên bố là mang tính pháp lý (viết bằng chữ Hán) theo đó các ghế bộ trưởng trong chính phủ sẽ phân chia như sau: Việt Minh 2 bộ trưởng, Đảng Dân chủ Việt Nam (cũng tham gia Việt Minh) 2 bộ trưởng, Việt Quốc 2 bộ trưởng, Việt Cách 2 bộ trưởng, phi đảng phái 2 bộ trưởng. Thỏa thuận này không sử dụng tên nước Việt Nam Dân chủ Cộng hòa vì Việt Quốc không đồng ý với tên này. Cuộc bầu cử quốc hội được hoãn 2 tuần. Vũ Hồng Khanh và Nguyễn Hải Thần chấp nhận để Hồ Chí Minh tiếp tục làm chủ tịch nước lâm thời. Quốc hội sẽ quyết định quốc kỳ và quốc huy. Hai đảng này cũng không được tham gia vào cơ quan chỉ huy và tham mưu của quân đội. Việt Quốc sẽ được 50 ghế còn Việt Cách 20 ghế trong Quốc hội mà không phải tranh cử. Điều này khẳng định với nhiều người rằng 2 đảng phái này không có khả năng giành chiến thắng trong cuộc bầu cử tại địa phương.
Ngày 24 tháng 2 năm 1946, tại Đại sứ quán Trung Hoa, dưới sự chủ trì của tướng Tiêu Văn, hội nghị giữa các đảng phái Việt Minh, Việt Quốc, Việt Cách, Đảng Dân chủ đã thống nhất về việc thành lập Chính phủ liên hiệp kháng chiến, Cố vấn đoàn và Kháng chiến Ủy viên hội. Việt Cách và Việt Quốc nắm 4 bộ (Ngoại giao, Kinh tế, Xã hội và Canh nông).
Ngày 1 tháng 1 năm 1946 Chính phủ Liên hiệp Lâm thời được thành lập thay thế Chính phủ Cách mạng Lâm thời với sự tham gia của 2 đảng phái đối lập Việt Cách và Việt Quốc. Trái với thỏa thuận ngày 23/12/1945, nội các chính thức có đến 14 bộ trưởng và 2 thứ trưởng. Tuy nhiên chức trách các Bộ cũng thay đổi. Bộ trưởng Quốc phòng trở thành người lo về tài chính mà không được xem xét danh sách nhân sự, quân số, súng đạn còn các Bộ trưởng khác của các đảng phái Quốc gia chẳng có chức trách cụ thể gì, không bao giờ được tham dự bất cứ buổi họp nào của nội các. Hồ Chí Minh cho rằng nếu không có sự lãnh đạo của Việt Minh thì sự nghiệp đấu tranh cho độc lập dân tộc sẽ thất bại. Việt Quốc và Việt Cách chỉ có thể duy trì một nền độc lập hình thức cho Việt Nam dưới quyền kiểm soát của người Pháp với sự hỗ trợ của Trung Hoa Dân Quốc phù hợp với kế hoạch bóc lột kinh tế Việt Nam của Trung Quốc. Sau khi Trung Hoa Dân quốc đạt được những thỏa thuận với Pháp có lợi cho họ, Việt Quốc, Việt Cách sẽ bị bỏ rơi và bất lực trong việc đối đầu với quân Pháp đổ bộ vào Việt Nam khiến Việt Nam quay lại làm thuộc địa Pháp. Hồ Chí Minh cũng không vội vàng triệu tập nội các.
Ngày 6 tháng 1 năm 1946, Chính phủ Liên hiệp Lâm thời do Chủ tịch Hồ Chí Minh đứng đầu đã tổ chức cuộc Tổng tuyển cử trên toàn quốc, lần đầu tiên đã bầu Quốc hội và thông qua Hiến pháp. Nhiều đảng phái không có quyền tham gia Tổng tuyển cử đã tìm cách phá hoại. Các đảng này cho là "trúng cử chỉ là Việt Minh cộng sản", "chính quyền trong tay nên Việt Minh muốn ai trúng cũng được". Có tài liệu ghi nhận lá phiếu không bí mật và theo quan sát của sử gia Trần Trọng Kim thì có nơi người dân bị cưỡng bách bầu cho Việt Minh. Nhưng theo Việt Minh, cuộc bầu cử diễn ra công bằng. Mặc dù bị nhiều đảng phái tuyên truyền vận động dân chúng tẩy chay cuộc bầu cử và ngăn cản việc tổ chức bầu cử ở một số nơi (ở khu Ngũ Xá, có một nhóm vũ trang cả súng liên thanh đến ngăn cản dân phố đi bầu cử, cấm treo cờ đỏ sao vàng, cấm đặt hòm phiếu; ở Hải Phòng xảy ra cướp hòm phiếu và hành hung cán bộ an ninh, ở Sài Gòn máy bay Pháp bắn vào dân đi bầu cử), nhưng tại các địa phương, ở đâu cũng có người tự ứng cử, các cuộc tiếp xúc tranh cử công khai, tự do diễn ra ở khắp mọi nơi. Đa số đại biểu trúng cử không phải là thành viên Việt Minh Trong hồi ký "Những năm tháng không thể nào quên", đại tướng Võ Nguyên Giáp nhận định các đảng phái này lo sợ thất bại trước sức ủng hộ lớn của cử tri với mặt trận Việt Minh nên tìm cách chỉ trích và không tham gia bầu cử.
Sau khi Quốc hội được bầu, ngày 2 tháng 3 năm 1946, Chính phủ Liên hiệp Kháng chiến được thành lập để thay thế Chính phủ Liên hiệp Lâm thời. Ở các địa phương, các cấp chính quyền liên hiệp được thành lập trong năm 1946. Theo thỏa thuận với Việt Minh, phe đối lập bao gồm một số tổ chức như Việt Nam Cách mạng Đồng minh hội và Việt Nam Quốc dân Đảng được Trung Hoa Dân quốc ủng hộ, không tham gia Tổng tuyển cử nhưng vẫn được nắm 70 ghế Quốc hội (Việt Quốc 50 ghế, Việt Cách 20 ghế) cùng một số vị trí trong chính quyền trung ương do chính sách hòa hợp các đảng phái của Chính phủ. Hai mươi thành viên Việt Cách trở thành đại biểu quốc hội bằng một sắc lệnh hành pháp. Hồ Đức Thành và Bồ Xuân Luật ứng cử và cũng trở thành đại biểu quốc hội. Ngày 2/3/1946, quốc hội họp phiên đầu tiên nhưng Nguyễn Hải Thần vắng mặt. Hồ Chí Minh đề cử Nguyễn Hải Thần làm Phó chủ tịch nước, Nguyễn Đình Tri của Việt Cách làm bộ trưởng xã hội. Theo David G. Marr Hồ Chí Minh đồng ý để Nguyễn Hải Thần thay vì một lãnh đạo nào đó của Việt Quốc làm Phó Chủ tịch nước vì Thần từng là đồng chí của Phan Bội Châu, được các lãnh đạo Trung Hoa Dân quốc kính trọng và nhất là Thần không có khả năng tự gây dựng cơ sở quyền lực trong nước. Việc Nguyễn Hải Thần làm Phó chủ tịch nước cũng gây ra sự chia rẽ bên trong nội bộ Việt Cách có lợi cho Việt Minh.
Chính phủ này tồn tại không bao lâu vì sau khi quân đội Tưởng Giới Thạch rút khỏi Việt Nam theo thỏa thuận Hoa-Pháp, lực lượng đảng phân rã, suy yếu. Nhiều lãnh đạo ra nước ngoài. Tháng Hai năm 1947, Nguyễn Hải Thần (Việt Cách), Nguyễn Tường Tam (Đại Việt), Vũ Hồng Khanh (Việt Quốc), thành lập Mặt trận Thống nhất Quốc gia Liên hiệp, chống chính quyền Việt Minh, ủng hộ giải pháp Bảo Đại.

### Bị trấn áp
Trong khi lãnh đạo các phe phái Việt Minh, Việt Quốc, Việt Cách tranh cãi về các định nghĩa pháp lý, về việc bổ nhiệm các bộ trưởng và việc đưa ra các tuyên bố chung để đi đến thành lập Chính phủ liên hiệp thì các chủ bút, cán bộ chính trị, lực lượng vũ trang của các bên vẫn đấu tranh với nhau gay gắt. Bộ Tuyên truyền của Chính phủ Cách mạng lâm thời Việt Nam Dân chủ Cộng hòa gửi đến ban biên tập các tờ báo một bức thư hư cấu chỉ trích Nguyễn Hải Thần không cử người tham gia đoàn quân Nam tiến chi viện cho miền Nam đồng thời buộc tội ông thỏa thuận với quân Pháp. Báo chí thường xuyên cáo buộc Việt Cách và Việt Quốc tống tiền dân chúng. Công an Việt Nam Dân chủ Cộng hòa thường xuyên bắt giữ các thành viên Việt Cách vì tội tống tiền, đặc biệt là đối với Hoa kiều. Các thành viên Việt Minh và Việt Cách xé áp phích của nhau, đe dọa tính mạng và phá các cuộc họp của đối thủ. Việt Minh khuyến khích Bồ Xuân Luật rời bỏ Việt Cách lập ra tờ báo Đồng Minh xuất bản cho đến tháng 11 năm 1946. Mười ngày sau đó, tại Hà Nội, Bồ Xuân Luật bị phục kích nhưng may mắn thoát chết.
Các lãnh đạo Việt Cách không gặp khó khăn gì trong việc kiểm soát các thị xã từ biên giới Trung Quốc đến đồng bằng sông Hồng cho đến khi quân đội Trung Quốc rút về nước vào tháng 4/1946. Các viên chức nhà nước tại những nơi đó phải đối mặt với việc trung thành với Việt Cách, trung lập hay di tản khỏi thị xã. Việt Cách đôi khi phải xin phép chính phủ Việt Nam Dân chủ Cộng hòa để thực hiện một số hoạt động của họ.
Bị Việt Quốc làm lu mờ và ngày càng mất đoàn kết, tháng 3/1946, Việt Cách bị chia rẽ. Một số thành viên tập trung bảo vệ các thị xã phía Bắc Hà Nội, những người khác gia nhập Việt Quốc, số còn lại lệ thuộc Việt Minh. Việt Cách có thể đã tổ chức một số cuộc tấn công vào lính Pháp tại Hải Phòng vào tháng 4/1946. Cuối tháng 4/1946, Pháp khai quật được 12 thi hài tại tầng hầm trụ sở cũ của Việt Cách tại Hà Nội trong đó có 2 công dân Pháp mất tích ngày 24/12/1945. Cuối tháng 5/1946, thành viên Việt Cách Hồ Đức Thành tham gia Mặt trận Liên Việt. Các thành viên Việt Cách ở Quảng Yên và Móng Cái đã rút qua Trung Quốc vào giữa tháng 6/1946. Cuối tháng 10/1946, báo Đồng Minh của Bồ Xuân Luật đưa tin về cuộc họp của một số chi bộ còn lại của Việt Cách và việc một số thành viên Việt Cách tham gia kỳ họp thứ hai của quốc hội. Công an thu được một số tài liệu của Việt Cách và triệu tập các thành viên Việt Cách tới thẩm vấn. Từ đó trở đi một vài thành viên Việt Cách hợp tác với Việt Minh để xây dựng một hình ảnh mặt trận quốc gia liên hiệp giữa các đảng phái trong khi đó các thành viên khác bị tống giam hoặc phải lưu vong.
Nhánh Việt Cách theo Việt Minh như Bồ Xuân Luật, Hồ Đức Thành... phải đến năm 1951 khi thành lập Mặt trận Liên Việt mới chính thức giải tán.

## Đảng viên nổi tiếng
- Nguyễn Hải Thần: lãnh đạo đảng đầu tiên
- Vũ Hồng Khanh: cũng là đảng viên Việt Nam Quốc dân Đảng
- Nghiêm Kế Tổ: cũng là đảng viên Việt Nam Quốc dân Đảng
- Trương Bội Công
- Nguyễn Tường Tam: cũng là đảng viên Việt Nam Quốc dân Đảng và Đại Việt Dân chính Đảng
- Trương Đình Tri
- Trần Báo
- Nông Kinh Du

### Đảng viên chuyển sang Đảng Cộng sản và ủng hộ Việt Minh
- Đinh Chương Dương, sau 1940
- Bồ Xuân Luật, sau 1945
- Hồ Đức Thành, sau 1945
- Trương Trung Phụng, sau 1945